# Ina Schoenenburg
Ina Schoenenburg (* 1979 in Berlin) ist eine deutsche Fotokünstlerin. Sie lebt und arbeitet in Berlin. 2017 erhielt sie den renommierten Otto-Steinert-Preis der Deutschen Gesellschaft für Photografie.

## Leben
Ina Schoenenburg studierte ab 2005 Architektur an der Beuth Hochschule für Technik Berlin, ohne das Studium abzuschließen. Ab 2008 studierte sie an der Ostkreuzschule in Berlin-Weißensee Fotografie. Ihre Examensarbeit trägt den Titel Blickwechsel und wurde von Sibylle Fendt betreut. Seit Herbst 2016 ist sie Mitglied der Fotografenagentur Ostkreuz, wo sie u. a. mit Freya Klier zusammenarbeitet. 

## Ausstellungen (Auswahl)
- 2012 Gruppenausstellung, „Ostkreuzschule auf Bötzow“, Atelierhaus Bötzow, Berlin
- 2013 Gruppenausstellung, art gallery BW Gallery, Hannover
- 2013 Gruppenausstellung, „Blue Monday“, Hotel Bogota, Berlin
- 2014 Einzelausstellung, „Flashback“, Galerina Steiner, Galerie für zeitgenössische Kunst, Berlin (DE)
- 2014 Gruppenausstellung, „BIEST oder da hast du deinen Mythos“, Bar Babette, Berlin
- 2014 Einzelausstellung, „Flashback“, exposure twelve, gallery for contemporary photography, Berlin
- 2014 Gruppenausstellung, „FROM ONE PLACE TO ANOTHER“, Being part of the European Month Of Photography, exp12 / exposure twelve, Berlin
- 2015 Gruppenausstellung, „DER DRITTE BLICK“ -fotografische Positionen einer Umbruchsgeneration, Willy-Brandt-Haus, Berlin
- 2016 Festival Fotoleggendo, Rom

## Auszeichnungen
- 2017 Otto-Steinert Preis der Deutschen Gesellschaft für Photographie (DGPh)